# Soupisky hokejových reprezentací na MS 2003
Soupisky hokejových reprezentací na MS 2003 uvádějí seznamy hráčů nejúspěšnějších reprezentačních hokejových mužstev, která se zúčastnila Mistrovství světa v ledním hokeji 2003.

## Medailisté

### Soupiska kanadského týmu
- Trenéři Andy Murray, Robert Cookson

| Brankáři | Sean Burke         | Phoenix Coyotes    |
|          | Roberto Luongo     | Florida Panthers   |
|          | Martin Biron       | Buffalo Sabres     |
| Obránci  | Eric Brewer        | Edmonton Oilers    |
|          | Jay Bouwmeester    | Florida Panthers   |
|          | Jamie Heward       | Ženeva-Servette HC |
|          | Mathieu Dandenault | Detroit Red Wings  |
|          | Cory Cross         | Edmonton Oilers    |
|          | Steve Staios       | Edmonton Oilers    |
|          | Craig Rivet        | Montreal Canadiens |
| Útočníci | Daniel Brière      | Buffalo Sabres     |
|          | Shawn Horcoff      | Edmonton Oilers    |
|          | Patrick Marleau    | San Jose Sharks    |
|          | Dany Heatley       | Atlanta Thrashers  |
|          | Kyle Calder        | Chicago Blackhawks |
|          | Kirk Maltby        | Detroit Red Wings  |
|          | Shane Doan         | Phoenix Coyotes    |
|          | Anson Carter       | New York Rangers   |
|          | Steven Reinprecht  | Colorado Avalanche |
|          | Kris Draper        | Detroit Red Wings  |
|          | Kris Kolanos       | Phoenix Coyotes    |
|          | Mike Comrie        | Edmonton Oilers    |
|          | Ryan Smyth –       | Edmonton Oilers    |
|          | Jan Alston         | ZSC Lions          |

### Soupiska švédského týmu
- Trenéři Hardy Nilsson, Tommy Samuelsson

| Brankáři | Tommy Salo         | Edmonton Oilers       |
|          | Mikael Tellqvist   | St. Johns Maple Leafs |
|          | Henrik Lundqvist   | Frölunda HC           |
| Obránci  | Magnus Johansson   | Frölunda HC           |
|          | Per Gustafsson     | HV71                  |
|          | Niklas Krönwall    | Djurgårdens IF Hockey |
|          | Mattias Norström   | Los Angeles Kings     |
|          | Thomas Rhodin      | Färjestad BK          |
|          | Ronnie Sundin      | Frölunda HC           |
|          | Dick Tärnström     | Pittsburgh Penguins   |
|          | Daniel Tjärnqvist  | Atlanta Thrashers     |
| Útočníci | Mats Sundin –      | Toronto Maple Leafs   |
|          | Peter Forsberg     | Colorado Avalanche    |
|          | Peter Nordström    | Färjestad BK          |
|          | Per-Johan Axelsson | Boston Bruins         |
|          | Matthias Johansson | Pittsburgh Penguins   |
|          | Marcus Nilson      | Florida Panthers      |
|          | Mikael Renberg     | Toronto Maple Leafs   |
|          | Henrik Zetterberg  | Detroit Red Wings     |
|          | Niklas Andersson   | Frölunda HC           |
|          | Jonas Höglund      | Toronto Maple Leafs   |
|          | Jörgen Jönsson     | Färjestad BK          |
|          | Mikka Hanula       | MIF Redhawks Malmö    |
|          | Mattias Tjärnqvist | Djurgårdens IF Hockey |
|          | Johan Davidsson    | HV71                  |

### Soupiska slovenského týmu
- Trenéři František Hossa, Vladimír Šťastný

| Brankáři | Ján Lašák          | Nashville Predators  |
|          | Rastislav Staňa    | Portland Pirates     |
|          | Pavol Rybár        | HC Slovan Bratislava |
| Obránci  | Ľubomír Višňovský  | Los Angeles Kings    |
|          | Martin Štrbák      | HPK Hameenlinna      |
|          | Richard Lintner    | Pittsburgh Penguins  |
|          | Radoslav Suchý     | Phoenix Coyotes      |
|          | Róbert Švehla      | Toronto Maple Leafs  |
|          | Dušan Milo         | MODO Hockey          |
|          | Ladislav Čierny    | HK Lada Toljatti     |
|          | Ivan Majeský       | Florida Panthers     |
| Útočníci | Žigmund Pálffy     | Los Angeles Kings    |
|          | Jozef Stümpel      | Boston Bruins        |
|          | Miroslav Šatan –   | Buffalo Sabres       |
|          | Richard Zedník     | Montreal Canadiens   |
|          | Ladislav Nagy      | Phoenix Coyotes      |
|          | Peter Bondra       | Washington Capitals  |
|          | Miroslav Hlinka    | MODO Hockey          |
|          | Richard Kapuš      | HC Slovan Bratislava |
|          | Pavol Demitra      | St. Louis Blues      |
|          | Branko Radivojevič | Phoenix Coyotes      |
|          | Vladimír Országh   | Nashville Predators  |
|          | Ľubomír Vaic       | SaiPa                |
|          | Zdeno Cíger        | HC Slovan Bratislava |
|          | Peter Sejna        | St. Louis Blues      |

### Soupiska českého týmu
- Trenéři Slavomír Lener, Antonín Stavjaňa, Vladimír Růžička

| Brankáři | Tomáš Vokoun      | Nashville Predators     |
|          | Roman Málek       | HC Slavia Praha         |
|          | Jiří Trvaj        | HC Vítkovice            |
| Obránci  | Tomáš Kaberle     | Toronto Maple Leafs     |
|          | Jaroslav Modrý    | Los Angeles Kings       |
|          | Jaroslav Špaček   | Columbus Blue Jackets   |
|          | Martin Richter    | HC Sparta Praha         |
|          | Pavel Kolařík     | HC Slavia Praha         |
|          | Jan Hejda         | HC Slavia Praha         |
|          | Petr Kadlec       | HC Slavia Praha         |
|          | Pavel Trnka       | Florida Panthers        |
| Útočníci | Milan Hejduk      | Colorado Avalanche      |
|          | Martin Straka     | Pittsburgh Penguins     |
|          | Jan Hlaváč        | Carolina Hurricanes     |
|          | David Výborný     | Columbus Blue Jackets   |
|          | Robert Reichel –  | Toronto Maple Leafs     |
|          | Jaroslav Hlinka   | EHC Kloten              |
|          | Radek Duda        | HC Slavia Praha         |
|          | Jiří Hudler       | Ak Bars Kazaň           |
|          | Michal Sup        | HC Slavia Praha         |
|          | Radim Vrbata      | Carolina Hurricanes     |
|          | Josef Vašíček     | Carolina Hurricanes     |
|          | Jaroslav Balaštík | Hämeenlinnan Pallokerho |
|          | Jindřich Kotrla   | HC Litvínov             |
|          | Milan Michálek    | HC České Budějovice     |

### Soupiska finského týmu
- Trenéři Hannu Aravirta, Jari Kaarela

| Brankáři | Jani Hurme       | Florida Panthers      |
|          | Pasi Nurminen    | Atlanta Thrashers     |
|          | Kari Lehtonen    | Jokerit               |
| Obránci  | Marko Kiprusoff  | EHC Kloten            |
|          | Petteri Nummelin | HC Lugano             |
|          | Kimmo Timonen    | Nashville Predators   |
|          | Ossi Vaananen    | Phoenix Coyotes       |
|          | Aki Berg         | Toronto Maple Leafs   |
|          | Toni Lydman      | Calgary Flames        |
|          | Janne Niinimaa   | New York Islanders    |
| Útočníci | Sami Helenius    | Chicago Blackhawks    |
|          | Teemu Selänne    | San Jose Sharks       |
|          | Esa Pirnes       | Tappara Tampere       |
|          | Saku Koivu –     | Montreal Canadiens    |
|          | Olli Jokinen     | Florida Panthers      |
|          | Niklas Hagman    | Florida Panthers      |
|          | Ville Peltonen   | Jokerit               |
|          | Tomi Kallio      | Frölunda HC           |
|          | Tony Virta       | Södertälje SK         |
|          | Antti Miettinen  | HPK Hameenlinna       |
|          | Mikko Eloranta   | Los Angeles Kings     |
|          | Tommi Santala    | HPK Hameenlinna       |
|          | Lasse Pirjeta    | Columbus Blue Jackets |
|          | Kimmo Rintanen   | EHC Kloten            |
|          | Juha Ylonen      | Espoo Blues           |

### Soupiska ruského týmu
- Trenéři Vladimír Plyushchev, Nikolai Tolstikov, Alexander Jakušev

| Brankáři | Andrej Carev       | Ak Bars Kazaň          |
|          | Jegor Podomackij   | Lokomotiv Jaroslavl    |
|          | Maxim Sokolov      | Avangard Omsk          |
| Obránci  | Sergej Gusev –     | Severstal Čerepovec    |
|          | Alexander Guskov   | Lokomotiv Jaroslavl    |
|          | Alexander Chavanov | St. Louis Blues        |
|          | Dmitrij Jerofejev  | Ak Bars Kazaň          |
|          | Dmitrij Kalinin    | Buffalo Sabres         |
|          | Vitalij Proškin    | Ak Bars Kazaň          |
|          | Vasilij Turkovskij | Severstal Čerepovec    |
|          | Sergej Vyšedkevič  | HK Dynamo Moskva       |
|          | Alexander Ždan     | HK Dynamo Moskva       |
| Útočníci | Vladimir Antipov   | Lokomotiv Jaroslavl    |
|          | Denis Archipov     | Nashville Predators    |
|          | Pavel Dacjuk       | Detroit Red Wings      |
|          | Alexandr Frolov    | Los Angeles Kings      |
|          | Igor Grigorenko    | HK Lada Toljatti       |
|          | Alexej Kajgorodov  | Metallurg Magnitogorsk |
|          | Ilja Kovalčuk      | Atlanta Thrashers      |
|          | Ivan Novoselcev    | Florida Panthers       |
|          | Oleg Saprykin      | Calgary Flames         |
|          | Alexandr Sjomin    | HK Lada Toljatti       |
|          | Sergej Soin        | Křídla Sovětů Moskva   |
|          | Alexander Soglubov | Lokomotiv Jaroslavl    |
|          | Sergej Zinovjev    | Ak Bars Kazaň          |

### Soupiska amerického týmu
- Trenéři Lou Vairo, Jay Leach

| Brankáři | Ryan Miller      | Buffalo Sabres      |
|          | Chris Rogles     | Kölner Haie         |
|          | Damian Rhodes    | Greenville Grrrowl  |
| Obránci  | Brett Hauer      | Ženeva-Servette HC  |
|          | Mike Mottau      | Saint John Flames   |
|          | Jordan Leopold   | Calgary Flames      |
|          | Joe Corvo        | Los Angeles Kings   |
|          | Phil Housley –   | Toronto Maple Leafs |
|          | Jim Fahey        | San Jose Sharks     |
|          | John Gruden      | Eisbären Berlín     |
|          | Francis Bouillon | Montreal Canadiens  |
| Útočníci | Matt Cullen      | Florida Panthers    |
|          | Kevin Miller     | HC Davos            |
|          | John Pohl        | Worcester Icecats   |
|          | Chris Ferraro    | Portland Pirates    |
|          | Ted Drury        | Hamburg Freezers    |
|          | Niko Dimitrakos  | San Jose Sharks     |
|          | Peter Ferraro    | Portland Pirates    |
|          | Adam Hall        | Nashville Predators |
|          | Marty Reasoner   | Edmonton Oilers     |
|          | Kelly Fairchild  | Eisbären Berlín     |
|          | Craig Johnson    | Los Angeles Kings   |
|          | Brad Defauw      | Carolina Hurricanes |